# 机械工业
机械工业是工业的一个分支，主要涉及生产和维护机器。机械工业传统上属于重工业。机械工业的生产模式多種多樣，包括单件生产、系列生产以及大量生產。单件生产是指工廠為客戶建造独特的产品，这些产品是根據客户的具體要求量身定做。